# Poliedro ditrigonal
En geometría, se denomina poliedros ditrigonales a aquellos cuya figura de vértice posee simetría hexagonal. Existe un total de siete poliedros uniformes y poliedros duales uniformes, denominados ditrigonales.

## Figuras de vértice ditrigonales
Existen cinco poliedros uniformes ditrigonales, todos con simetría icosaédrica.
Los tres poliedros uniformes estrellados con símbolo de Wythoff de la forma 3 | p'q o 32 | p'q son ditrigonales, al menos si p y q no son 2. Cada poliedro incluye dos tipos de caras, siendo triángulos, pentágonos, o estrellas pentagonales. Sus configuraciones de vértices tienen la forma p.q.p.q.p.q o (p.q)3 con una simetría de orden 3. Aquí, el término ditrigonal se refiere a un hexágono que tiene una simetría de orden 3 (simetría triangular) que actúa con 2 órbitas de rotación en los 6 ángulos de la figura de vértice (la palabra ditrigonal  significa "que tiene dos conjuntos de 3 ángulos").
| Tipo                       | Pequeño icosidodecaedro ditrigonal | Dodecadodecaedro ditrigonal | Gran icosidodecaedro ditrigonal |
| -------------------------- | ---------------------------------- | --------------------------- | ------------------------------- |
| Imagen                     |                                    |                             |                                 |
| Figura de vértice          |                                    |                             |                                 |
| Configuración de vértices  | 3.5⁄2.3.5⁄2.3.5⁄2                  | 5.5⁄3.5.5⁄3.5.5⁄3           | (3.5.3.5.3.5)/2                 |
| Caras                      | 32 20 {3}, 12 {5⁄2 }               | 24 12 {5}, 12 {5⁄2 }        | 32 20 {3}, 12 {5}               |
| Símbolo de Wythoff         | 3 \| 5/2 3                         | 3 \| 5/3 5                  | 3 \| 3/2 5                      |
| Diagrama de Coxeter-Dynkin |                                    |                             |                                 |

## Otros poliedros ditrigonales uniformes
El pequeño dodecicosidodecaedro ditrigonal y el gran dodecicosidodecaedro ditrigonal también son uniformes.
Sus duales son respectivamente el pequeño hexecontaedro dodecacrónico ditrigonal y el gran hexecontaedro dodecacrónico ditrigonal.